# 華陽龍屬
華陽龍屬是劍龍亞目恐龍的一屬，存活於侏儸紀中期的中國。華陽龍的名稱來自於發現地四川省的別名「華陽」。華陽龍生存於1億6500萬年前，早於牠們居住於北美洲的著名近親劍龍屬約2000萬年。華陽龍身長約4.5公尺，體型遠較劍龍屬小。華陽龍發現於下沙溪廟組地層，與其他蜥腳類如蜀龍、酋龍、峨嵋龍、原頜龍，以及鳥腳類曉龍，還有肉食性氣龍，一起居住於同一塊侏儸紀中期的陸地上。

## 敘述

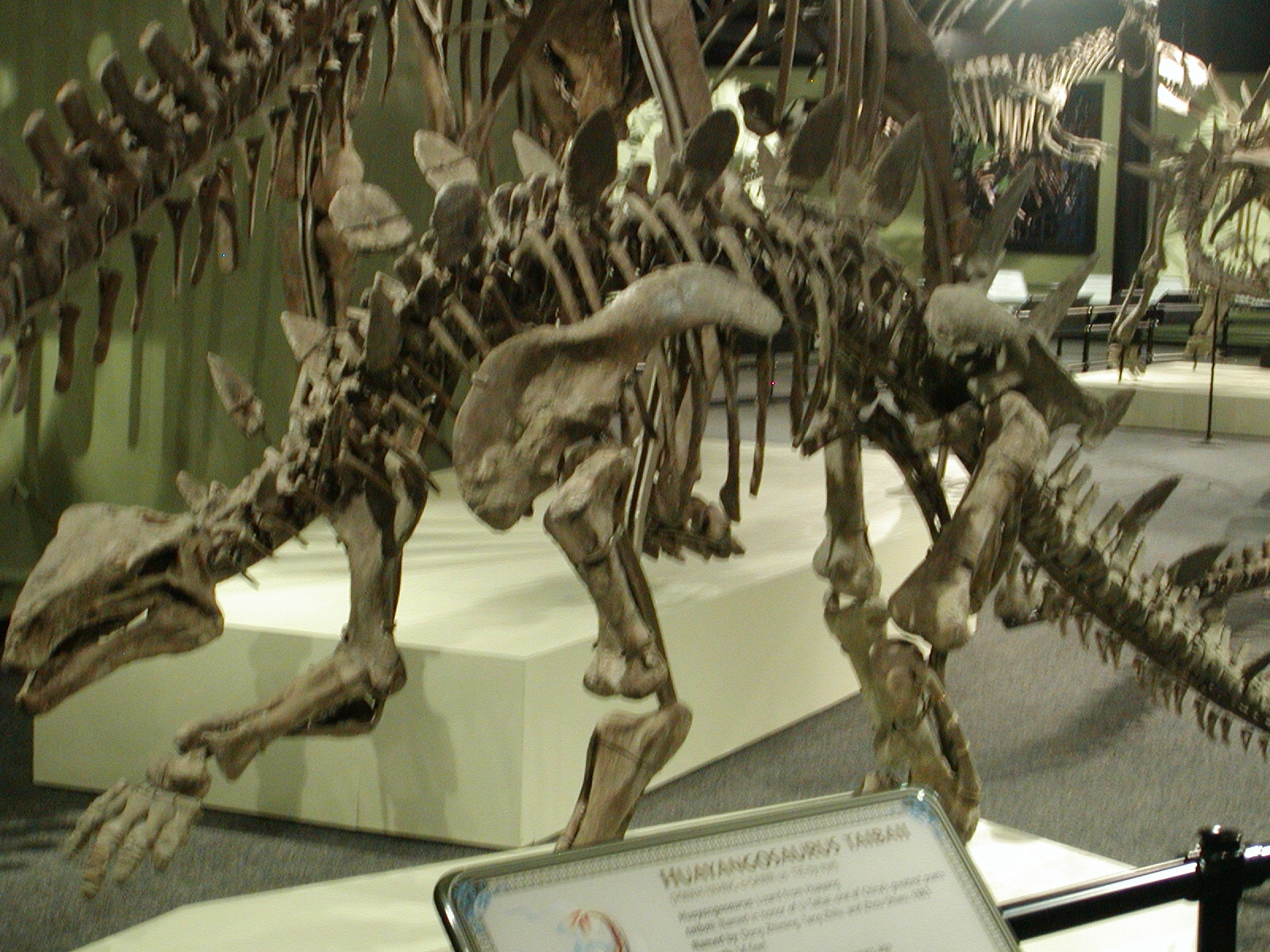
太白華陽龍的骨架模型，位於北京自然博物館

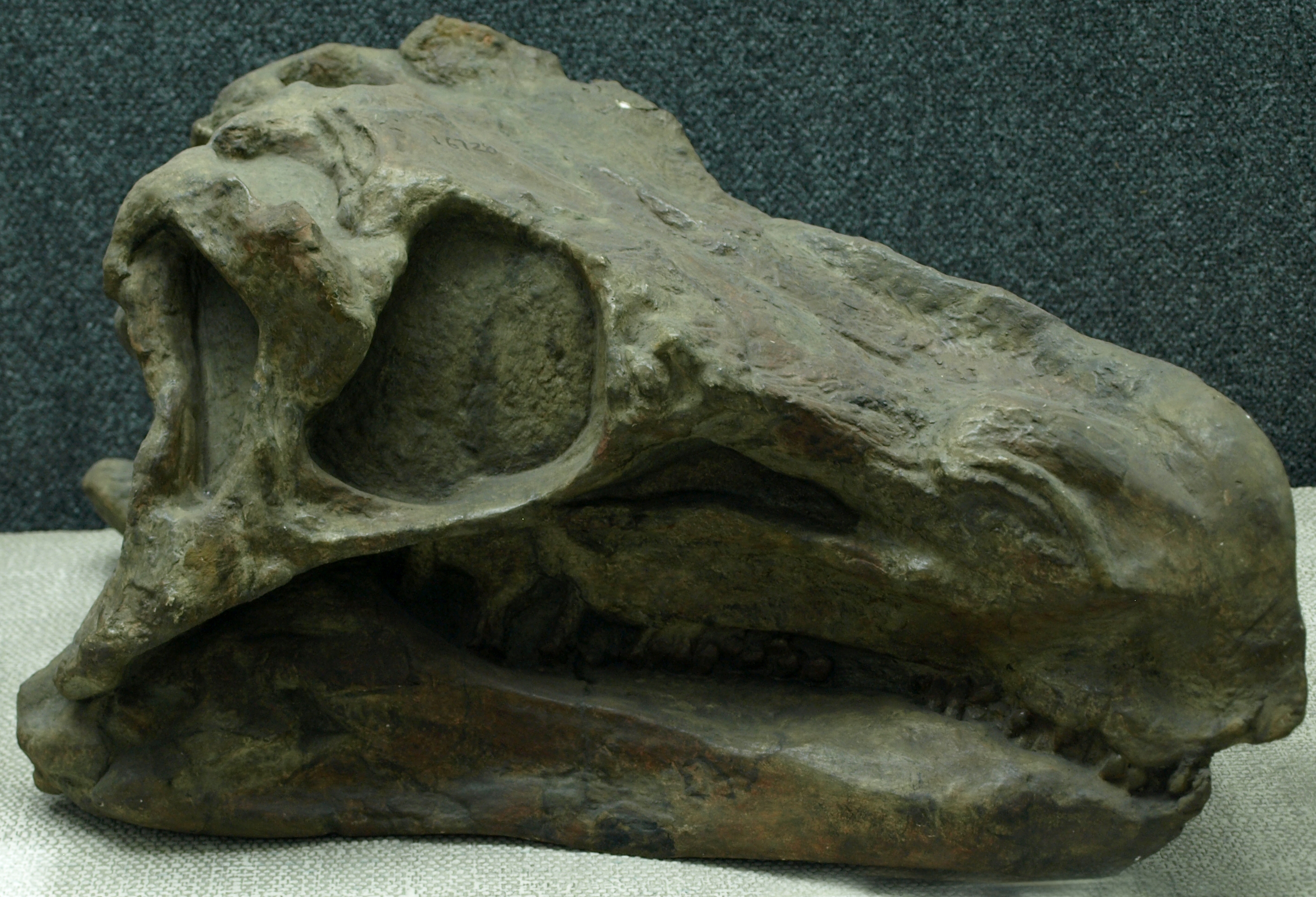
太白華陽龍的顱骨，位於中國古動物館

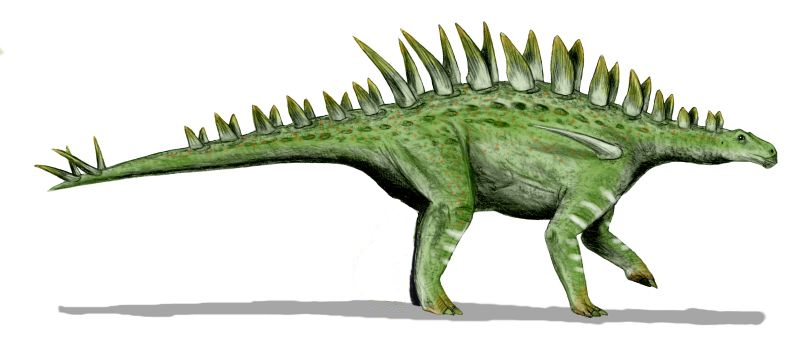
華陽龍想像圖

如同其他劍龍類恐龍，華陽龍是種四足草食性恐龍，具有小型頭部，背部拱起，有雙排垂直的骨甲，尾巴末端有兩對尾刺。華陽龍的背甲較尖、較細。華陽龍身長約4.5公尺，是已知最小型的劍龍類恐龍之一。

## 發現與種
目前已在四川自貢大山鋪鎮一座採石場發現12個個別的華陽龍化石，並由董枝明所命名。華陽龍的模式種是太白華陽龍（H. taibaii），也是目前僅有的一種。種名「太白」是唐代詩人李白的字，以此紀念曾久居四川的李白。

## 分類
華陽龍是目前最基礎的劍龍亞目恐龍，並被分類於獨自的華陽龍科。牠們在形態上與晚期的劍龍科恐龍有明顯差別。華陽龍的頭顱骨較寬，嘴部前方的前上頜骨擁有牙齒。所有晚期的劍龍亞目恐龍缺少這些牙齒。

## 古生物學
華陽龍如同其劍龍類，背部擁有骨板，尾巴擁有兩對尖刺。臀部上有兩根大型尖刺，可能用來抵擋遭受上方的攻擊；與較晚的劍龍亞目恐龍相比，這兩根尖刺相當短。華陽龍的骨板比劍龍屬的骨板小，擁有較少的表面積。因此在調節體溫上有較少的效率，調節體溫是這些骨板的假設功能之一。

## 大眾文化
華陽龍的已架設骨骸，分別在四川省自貢市自貢恐龍博物館以及重慶的地方博物館展示中。
華陽龍是遊戲侏羅紀世界：進化 中的其中一種可挖掘並放養的恐龍。

## 外部連結
- https://web.archive.org/web/20090729092426/http://www.thescelosaurus.com/stegosauria.htm
- 太白華陽龍 - 澳洲博物館網站 （页面存档备份，存于）